# Onychodactylus
Onychodactylus är ett släkte av groddjur som ingår i familjen vinkelsalamandrar.
Dessa salamandrar förekommer i östra Ryssland, norra Kina, Japan och på Koreahalvön.

## Arter
Arter enligt Catalogue of Life:
- Onychodactylus fischeri
- Onychodactylus japonicus

Amphibian Species of the World listar ytterliga åtta arter i släktet:
- Onychodactylus fuscus
- Onychodactylus intermedius
- Onychodactylus kinneburi
- Onychodactylus koreanus
- Onychodactylus nipponoborealis
- Onychodactylus tsukubaensis
- Onychodactylus zhangyapingi
- Onychodactylus zhaoermii